# ホンダ・ジャズ (SUV)
ジャズ（Jazz）は、いすゞ自動車が製造し、本田技研工業がかつて販売していた3ドアSUVである。
ホンダの独自開発車種ではなく、いすゞ自動車よりミューのOEM供給を受け、クリオ店で販売された。

## 概要
1990年代初頭に起きたRVブームの中ホンダは自社製SUVを持っておらず、その穴を埋めるかたちで、ランドローバー・ディスカバリー（ホンダ名：クロスロード）やクライスラーのジープ・チェロキー/グランドチェロキーの販売をしていた。
さらにその路線を拡大すべく1993年4月にいすゞ自動車との間に結ばれた商品の相互補完に関する基本契約に基いて「ミュー」のOEM供給を受け、1993年10月から1996年12月の間販売された。
ジャズとミューの差異は、アルミホイール、ボディカラー、シート表皮、ドアトリム、エンブレムである。

## 車名の由来
音楽のジャンルJazzから取って、ジャズのようになんとなくステップを踏みたくなるような楽しさのある車でありたいという願いをこめて付けたとされている。